# 阿紹格訥格爾縣
阿紹格訥格爾縣是印度的一個縣，位於該國中部，由中央邦負責管轄，面積4,674平方公里，人口在2001至2011年期間增長23.2%，2011年人口844,979，人口密度每平方公里181人。
24°34′48″N 77°43′48″E / 24.58000°N 77.73000°E